# 宇野賛多
宇野 賛多（うの さんた、1998年3月11日 - ）は、日本のアイドル、ダンサー、歌手。日中混合男性アイドルグループ・WARPs UPのメンバー。中国のグローバル男性アイドルグループ・INTO1のメンバー。所属事務所はエイベックス、哇唧唧哇（Wajijiwa Entertainment）。

## 来歴
愛知県名古屋市出身。3歳の時にダンスを始め、小学生の頃にストリートダンスを始める。
愛知工業大学名電高等学校在学中の2015年、ストリートダンスコンテスト「STREET DANCE KEMP EUROPE」で同大会歴代最年少優勝記録を更新し、同大会で3度のワールドチャンピオンに輝いた。2017年1月、ハウスダンスグループ・Alaventaを結成し、リーダーを務める。同年3月、至学館大学短期大学部体育学科を卒業した。
パフォーマーとして家入レオ「もし君を許せたら」のプロモーションビデオや『第69回NHK紅白歌合戦』オープニング映像などに出演したほか、バックダンサーとしてSHINee・テミンの日本公演ツアーやナオト・インティライミのライブに参加する。また、国内外でワークショップを開くなど、ダンスインストラクターとして後進の指導も始めた。
2019年、中日混合の男子グループ・WARPs UPのメンバーになる。同年12月18日に初めての中国限定デジタルシングル「Rock Tonight」をリリースし、2020年12月24日には中国で3本目のデジタルシングル「Cloud 9」をリリースした。
2021年、中国のオーディション番組『創造営2021』に出演する。この番組で人気投票の上位に立ったことにより、同年4月24日、中国のグローバル男性アイドルグループ・INTO1（イントゥーワン）のメンバーに決定した。グループの一員として中国の芸能事務所・哇唧唧哇（Wajijiwa Entertainment）に所属し、同年7月16日に北京市内でファーストアルバム『風暴眼』の発表会を行った。
2022年10月25日、「I'm from...」をリリース。（INTO1SANTA名義）
INTO1は2023年4月21日、22日に、“GROWN UP”CONCERT IN SHANGHAI（上海メルセデス・ベンツアリーナ）にてコンサートを行い、期間限定の活動を終えて解散。以降、ソロアーティストとして中国を中心に活動を始める。
「这！就是街舞（Street dance of China）」や「了不起！舞社（Great Dance Crew）」、「蒙面舞王（Masked Dancer）」と言った大人気ダンス番組に軒並み出演。中でも「了不起！舞社（Great Dance Crew）」では、メンターも務めた。
2023年6月19日、初のソロシングル「野」をリリース。QQ MUSICデイリー1位など好成績を収める。
2023年9月1日「三分間のSpecial dinner」をリリース。
2023年11月25日 3曲入りシングル「Backbone」をリリース。
その他、中国限定でのリリースも含めた積極的な音楽活動が評価され、2023年度テンセントミュージックアワードにて「年度新人歌手」を受賞。その他、様々なハイブランドとのコラボレーションなど、タレントとしても広く活動を行なっている。
2024年2月26日 シングル「CHAOS」をリリース。これまでの作風と違ったエッジィな作風でまた作品の幅を広げた。
2024年5月20日 ソロ1st Album「Prologue」をリリース。
2025年4月6日、自身として初のアニメタイアップ曲となる「創」をリリース。

## 出演

### テレビ
- イケダンハント!（2016年、名古屋テレビ）
- 第69回NHK紅白歌合戦（2018年、NHK総合） - オープニング映像
- 創造営2021（2021年2月 - 4月、テンセントビデオ）
- 營人進入異次元會變成笨蛋嗎 第1話（2021年2月25日、テンセントビデオ）

### MV
- 家入レオ 「もし君を許せたら」（2018年8月）
- テミン 「Famous」（2019年8月）
- 登坂広臣 「OVERDOSE」（2019年11月）

### CM
- プレミアアンチエイジング 「DUO」（2021年6月 - ） - アンバサダー[7]
- アテニア 「アイ エクストラ セラム」（2021年8月 - ） - アジアアンバサダー[8]

### タイアップ
- 「創」 - テレビ東京系アニメ「魔神創造伝ワタル」後期オープニングテーマ[6]